# Cerataulina nigrifrons
Cerataulina nigrifrons är en tvåvingeart som beskrevs av Malloch 1927. Cerataulina nigrifrons ingår i släktet Cerataulina och familjen lövflugor. Inga underarter finns listade i Catalogue of Life.